# Abenezra (kráter)

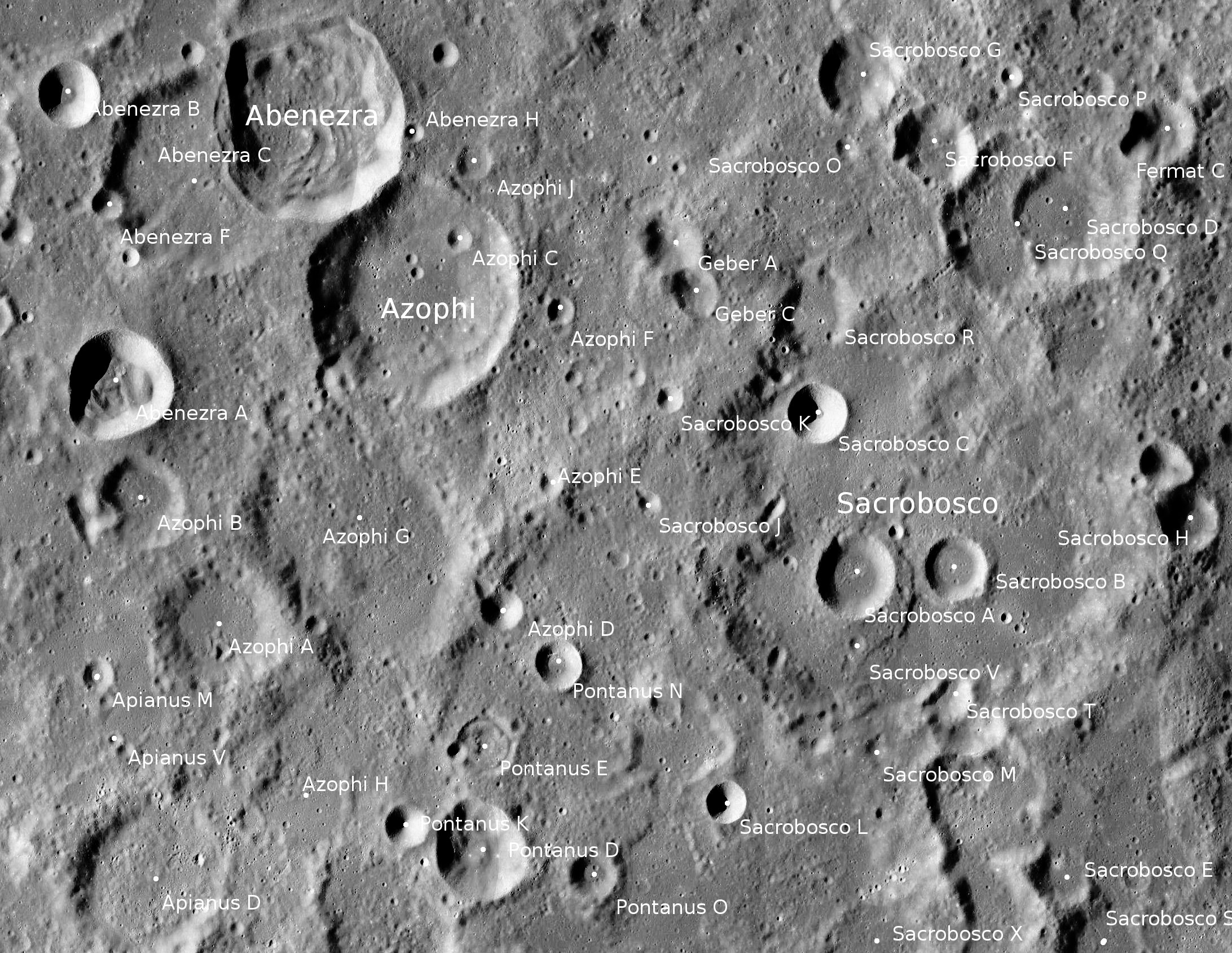

Abenezra je měsíční impaktní kráter, který se nachází na vysočině v jižní části Měsíce. Abenezra je pojmenován podle sefardského židovského mudrce, básníka, biblického komentátora, astronoma a astrologa Abrahama ibn Ezry. Na jihovýchodním okraji je spojen s kráterem Azophi. Na severovýchodě leží kráter Geber a dále na jihovýchod je větší Sacrobosco .
Okraj Abenezry má znatelně polygonální tvar s nerovnými stěnami. Vnitřní stěny jsou terasovité, dno je nepravidelné a rýhované. Hřebeny vytvářejí neobvyklé, klikaté vzory na dně kráteru. Východní část překrývá kráter označený jako Abenezra C (44 km).